# Irving Fazola
Irving Fazola, właśc. Irving Henry Prestopnik, ps. „Faz” (ur. 10 grudnia 1912 w Nowym Orleanie, zm. 20 marca 1949 tamże) – amerykański muzyk jazzowy, wirtuoz klarnetu.

## Życiorys
Przygodę z muzyką zaczął we wczesnym dzieciństwie od gry na fortepianie. Mając trzynaście lat zainteresował się instrumentami dętymi – najpierw saksofonem, a niewiele później klarnetem, na którym gry uczył się u Jeana Paquaya. Był to wykształcony muzyk, absolwent konserwatorium, który w 1909 przyjechał z Brukseli do Nowego Orleanu, otrzymawszy angaż w orkiestrze występującej w The French Opera House. Zajmował się również nauczaniem m.in. gry na klarnecie. W owym czasie duży wpływ na młodego instrumentalistę wywarł klarnecista jazzowy Leon Roppolo. Idąc w jego ślady, zaczął grać zawodowo już w wieku piętnastu lat. Występował z takimi muzykami jak Sharkey Bonano, Candy Candido, Armand Hug, Louis Prima i Doc Cook. Jako że nazwisko „Prestopnik” nie bardzo nadawało się na estradę i afisz, przyjął przydomek „Fazola”. Podobno wymyślił go Louis Prima, którego zainspirowało brzmienie włoskiego słowa  „fagioli” (fasola). Wg innej wersji ów pseudonim artystyczny pochodził od nazw nut solfeżu: fa–sol–la, powtarzanych u Paquaya podczas ćwiczeń na instrumencie.
Kiedy w 1935 do Nowego Orleanu przyjechał bandlider Ben Pollack i usłyszał jego grę, od razu zaangażował go do swojego nowo sformowanego zespołu. W następnym roku wyjechał z orkiestrą Pollacka na północ. Grał w Nowym Jorku i Chicago. W 1938 dołączył do zespołu Boba Crosby’ego, występy z którym przyniosły mu lokalny rozgłos. W latach 1940 i 1941, wybierany głosami czytelników, zajmował pierwsze miejsce w plebiscytach miesięcznika jazzowego  „DownBeat” w kategorii „Najlepszy klarnecista”. Krytycy wysoko oceniali jego partie solowe m.in. w takich utworach, jak My Inspiration, Spain i Skaters’ Waltz In Swingtime. W jego grze słychać było wpływ stylistyki Jimmie’ego Noone’a.
W 1940 odszedł z grupy Crosby’ego. Następnie współpracował z zespołami Glenna Millera, Gusa Arnheima, Jimmy’ego McPartlanda, Tony’ego Almerico, Claude’a Thornhilla, Teddy’ego Powella, Horace’a Heidta, George’a Bruniesa, Billie Holiday i Muggsy’ego Spaniera, z którym w 1942 dokonał szeregu nagrań. W wolnym od pracy czasie od końca lat 30. regularnie bywał w Nowym Orleanie. Prowadził własne zespoły: Irving Fazola and His Dixieland Band, Irving Fazola and His Orchestra oraz Irving Fazola's Dixielanders.
Mimo że w Nowym Jorku miał szanse na lepsze zarobki i zdobycie sławy ogólnokrajowej, w 1943 postanowił powrócić do rodzinnego miasta na stałe. Twierdził, iż w Nowym Orleanie czuje się u siebie, ponadto dają tam lepiej jeść i pić. Niestety nadmiar jednego i drugiego, a zwłaszcza alkoholu miał fatalny wpływ na stan jego zdrowia, choć jego gra pozostawała niezmiennie doskonała.
20 marca 1949, w dniu, w którym miał poprowadzić koncert „Dixieland Jamboree” w Sali Paryskiej usytuowanej w Dzielnicy Francuskiej, zmarł na zawał serca w wieku zaledwie 36. lat. Został pochowany na Saint Vincent de Paul Cemetery (nr 1) w Nowym Orleanie.

## Dyskografia
- 1950 Dixielanders (Mercury)
- 1955 New Orleans Express (EmArcy)
- 1998 Faz (ASV/Living Era)
- 2000 The Rarest Recordings Of Irving Fazola (Swing Time)
- 2018 My Inspiration – His 26 Finest (1936–1948) (Nimbus Records)